# Studena, Pernik
Studena (în bulgară Студена) este un sat în comuna Pernik, regiunea Pernik,  Bulgaria. 

## Demografie
Componența etnică a satului Studena
     Bulgari (96,09%)
     Nicio identificare (3,9%)
     Altele (0%)
La recensământul din 2011, populația satului Studena era de 1.819 locuitori. Din punct de vedere etnic, majoritatea locuitorilor (96,09%) erau bulgari. Pentru 3,9% din locuitori nu este cunoscută apartenența etnică.